# Milana Vayntrub
Milana Aleksandrovna Vayntrub (née le 8 mars 1987 à Tachkent, Ouzbékistan) est une actrice de cinéma et de télévision américaine.

## Biographie
Vayntrub est née à Tachkent, en République socialiste soviétique d'Ouzbékistan. Elle est juive.
Quand elle avait deux ans et demi, elle et ses parents ont immigré aux États-Unis en tant que réfugiés et se sont installés à West Hollywood,.
À l'âge de cinq ans, elle a commencé à jouer dans les publicités Barbie de Mattel, en partie à cause des problèmes financiers de sa famille.
Milana a fréquenté le Beverly Hills High School pendant une courte période, mais l'a abandonné après la deuxième année, a passé le GED et a obtenu son baccalauréat ès arts en communications de l'Université de Californie à San Diego. Elle a étudié la comédie d'improvisation au théâtre Upright Citizens Brigade.

## Carrière
Vayntrub et Stevie Nelson ont coopéré pour lancer Live Prude Girls, une chaîne de comédie sur YouTube, où ils ont produit un certain nombre de courts métrages et la web-série à succès Let's Talk About Something More Interesting. Live Prude Girls a continué de figurer dans le Top 100 Channel de NewMediaRockstars (NMR), prenant la 93e place.

Vayntrub a eu de petits rôles dans le cinéma et la télévision, y compris Trois colocs et un bébé. Elle a également joué dans plusieurs vidéos de CollegeHumor.

## Filmographie

### Cinéma

#### Longs métrages
- 2011 : Trois colocs et un bébé (L!fe Happens) de Kat Coiro : Tanya
- 2012 : Junk de Kevin Hamedani : Natasha
- 2013 : Assassins Run de Robert Crombie et Sofya Skya : Nanny (non crédité)
- 2016 : The Mad Ones d'Aniruddh Pandit : une groupie de Nitin
- 2016 : SOS Fantômes (Ghostbusters) de Paul Feig : Subway Rat Woman
- 2016 : All Nighter de Gavin Wiesen : Terri Sadler
- 2021 : Werewolves Within de Josh Ruben : Cecily Moore
- 2026 : Projet Dernière Chance (Project Hail Mary) de Phil Lord et Chris Miller

#### Courts métrages
- 2010 : 6 Women : Natalie Stone
- 2012 : I Dunno : Janice
- 2012 : Give Up the Ghost : Margot
- 2013 : Bitchy Resting Face : Bitch on the Swing
- 2013 : CosmoNots : Annie
- 2014 : Let's Do It
- 2015 : Normal Doors : Rory
- 2016 : Tight Spot : Danielle
- 2019 : The Shabbos Goy : Hannah

### Télévision

#### Séries télévisées
- 1995 : Urgences (ER) : Tatiana (3 épisodes)
- 1997 : Des jours et des vies (Days of our Lives) : Kristen jeune
- 2001-2002 : Lizzie McGuire : Posse Member #1 / Cute Burper / Dancer (3 épisodes)
- 2004 : Division d'élite (The Division) : Katerina Ominsky
- 2011-2014 : CollegeHumor Originals : rôles divers (15 épisodes)
- 2012 : Daddy Knows Best : Nancy
- 2012 : The League : Jolie fille dans le bar
- 2012-2013 : Roommates Enemies : Denise (3 épisodes)
- 2013 : Above Average Presents : la petite amie
- 2013 : Jake and Amir : Julia (2 épisodes)
- 2013 : The Clandestine : Anna (10 épisodes)
- 2013 : Zach Stone Is Gonna Be Famous : Felcia
- 2013 : The Next Food Network Star : Video Caller (non crédité)
- 2013 : Klaus : la petite amie de Girlie
- 2013 : Key and Peele : Vampire
- 2014 : House of Lies : Christy (2 épisodes)
- 2014 : Californication : une mauvaise actrice
- 2015 : Other Space : Tina Shukshin
- 2016 : Love : Natalie (2 épisodes)
- 2016 : Lonely and Horny : Elana
- 2016 : Silicon Valley : Tara (2 épisodes)
- 2016-2017 : This Is Us : Sloane Sandburg (8 épisodes)
- 2017 : Drive Share : une passagère
- 2017 : Threads (6 épisodes)
- 2018 : New Warriors : Doreen Green / Squirrel Girl
- 2018 : Marvel Rising : Doreen Green / Squirrel Girl (voix)[8]

#### Téléfilms
- 2014 : This Is Why You're Single : New Maria
- 2018 : Marvel Rising: Secret Warriors : Doreen Green / Squirrel Girl (voix)